# ヤマウチシズ
ヤマウチ シズは、日本のイラストレーター。徳島県出身・在住。

## 作品

### 挿絵・イラスト
- ホーンテッド・キャンパスシリーズ（著：櫛木理宇 / KADOKAWA / 角川ホラー文庫）
- 京都寺町三条のホームズシリーズ（著：望月麻衣 / 双葉社 / 双葉文庫）
- 京都烏丸御池のお祓い本舗シリーズ（著：望月麻衣 / 双葉社 / 双葉文庫）
- 夜鳥夏彦の骨董喫茶シリーズ（著：硝子町玻璃 / 一迅社 / 一迅社メゾン文庫）
- 無色騎士の英雄譚シリーズ（著：浦賀やまみち / 講談社 / 講談社レジェンドノベルズ）
- ハナシマさんシリーズ（著：天宮伊佐 / 小学館 / 小学館ガガガ文庫）
- ドッグカフェ・ワンノアールシリーズ（著：石田祥 / 宝島社 / 宝島社文庫）
- 研究公正局・二神冴希の査問　幻の論文と消えた研究者（著：喜多喜久 / 宝島社 / 宝島社文庫）
- コレクター　不思議な石の物語（著：深津十一 / 宝島社 / 宝島社文庫）
- デス・サイン　死神のいる教室（著：深津十一 / 宝島社 / 宝島社文庫）
- コンビニで夜勤バイトを始めまして。（著：天野アタル / KADOKAWA）
- ポップコーン・ラバーズ あの日出会った君と僕の四季（著：野村行央 / 集英社 / 集英社オレンジ文庫）
- きみを忘れないための５つの思い出（著：半田畔 / 集英社 / 集英社オレンジ文庫）
- 放課後、君はさくらのなかで（著：竹岡葉月 / 集英社 / 集英社オレンジ文庫）
- オミサワさんは次元がちがう（著：桐山なると / KADOKAWA / ファミ通文庫）
- 文豪エロティカル（著：芥川龍之介他 / 実業之日本社 / 実業之日本社文庫）
- あやかし寝具店　あなたの夢解き、致します（著：空高志 / 三交社 / SKYHIGH文庫）
- 甘い恋飯は残業後に（著：つきおか晶 / Berry's Cafe / ベリーズ文庫）
- 売れないアイドル活動日誌 朝霧ちとせはへこたれない（著：至道流星 / KADOKAWA / 富士見L文庫）
- ハイカラ娘と銀座百鬼夜行（著：作楽シン / KADOKAWA / 富士見L文庫）
- 落語家、はじめました。青葉亭かりんの謎解き高座（著：伽古屋圭市 / ティー・オーエンタテインメント / TOブックス）
- 彼女のトカレフ（著：峰月皓 / メディアワークス文庫）
- 波間の国のファウスト：EINSATZ 天空のスリーピングビューティ（著：佐藤心 / 講談社BOX）
- バレンタイン学園殺人日記（著：安河内哲也 / KADOKAWA / 中経出版）
- 彩堂かすみの謎解きフィルム（著：騎月孝弘 / スターツ出版 / スターツ出版文庫）